# Apollon Limassol
Apollon Limassol (Græsk: Απόλλων Λεμεσού) er en cypriotisk sportsklub fra Limassol, der har hold inden for fodbold, volleyball og basketball. Fodboldholdet spiller i den bedste cypriotiske liga, Cyta Championsship.
Klubben er grundlagt i 1954 og har vundet det nationale mesterskab 3 gange, pokalturneringen 9 gange og super cuppen 2 gang.
Klubben har 20 gange kvalificerede sig til de europæisk turneringer, to gange har de kvalificerede sig til gruppespillet i Europa League senest i 2014-15. I sæsonen 2017-18 møder de den danske hold FC Midtjylland i play-off runden.

## Historiske slutplaceringer
| Sæson   | Niveau | Liga           | Placering | Kilde  | Notering      |
| ------- | ------ | -------------- | --------- | ------ | ------------- |
| 2008/09 | 1.     | First Division | 5.        | [ 1 ]  |               |
| 2009/10 | 1.     | First Division | 4.        | [ 2 ]  | CUP: vinnare  |
| 2010/11 | 1.     | First Division | 5.        | [ 3 ]  | CUP: finalist |
| 2011/12 | 1.     | First Division | 6.        | [ 4 ]  |               |
| 2012/13 | 1.     | First Division | 6.        | [ 5 ]  | CUP: vinnare  |
| 2013/14 | 1.     | First Division | 3.        | [ 6 ]  |               |
| 2014/15 | 1.     | First Division | 3.        | [ 7 ]  |               |
| 2015/16 | 1.     | First Division | 3.        | [ 8 ]  | CUP: vinnare  |
| 2016/17 | 1.     | First Division | 3.        | [ 9 ]  | CUP: vinnare  |
| 2017/18 | 1.     | First Division | 2.        | [ 10 ] | CUP: finalist |
| 2018/19 | 1.     | First Division | 3.        | [ 11 ] |               |
| 2019/20 | 1.     | First Division | p.        | [ 12 ] | pandemin      |
| 2020/21 | 1.     | First Division | 2.        | [ 13 ] |               |
| 2021/22 | 1.     | First Division | 1.        | [ 14 ] |               |
| 2022/23 | 1.     | First Division | 5.        | [ 15 ] |               |
| 2023/24 | 1.     | First Division | 7.        | [ 16 ] |               |
| 2024/25 | 1.     | First Division | 6.        | [ 17 ] |               |